# Dorotheanthus
Dorotheanthus é um género botânico pertencente à família Aizoaceae.

## Imagens

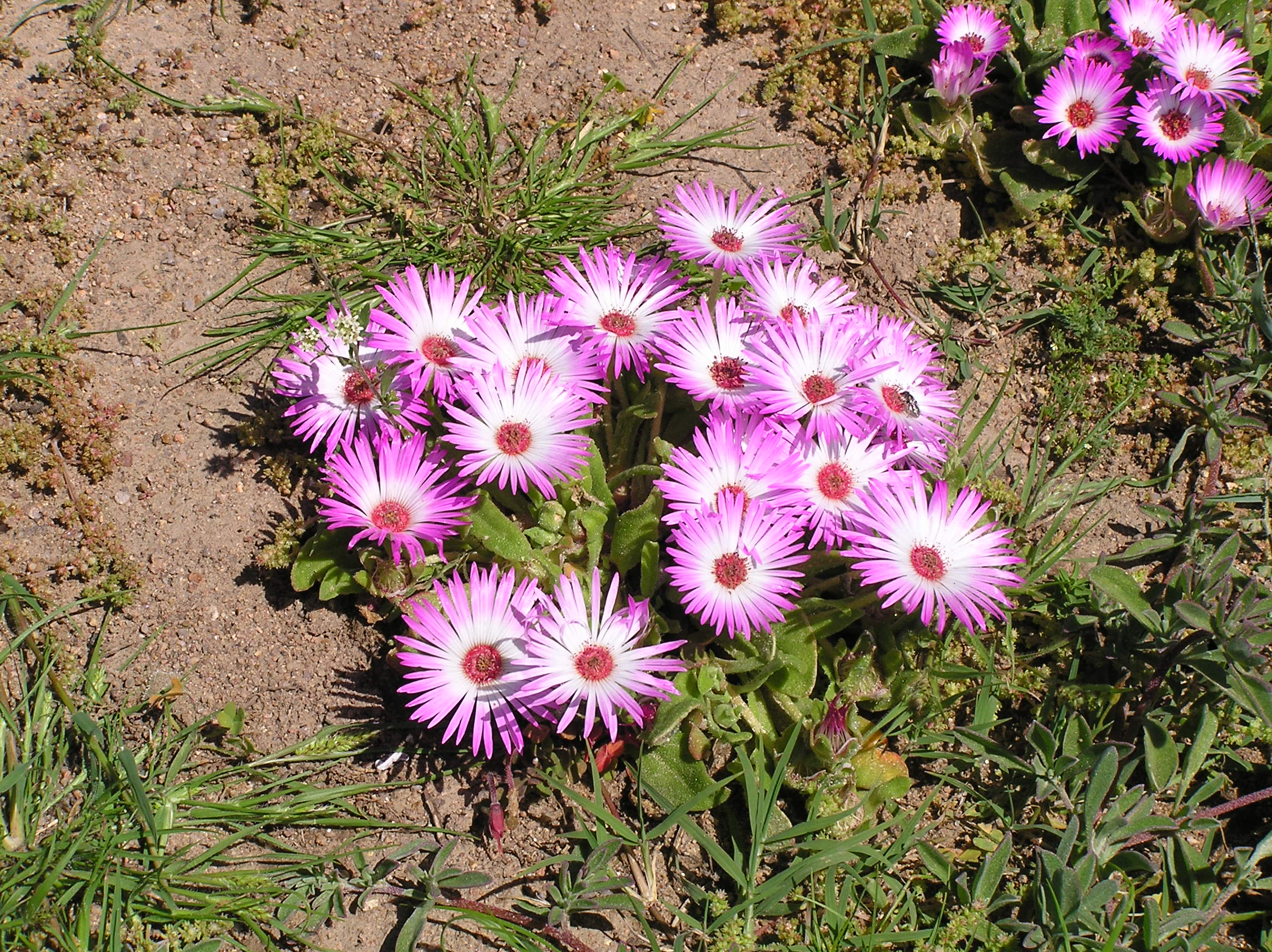
D. bellidiformis
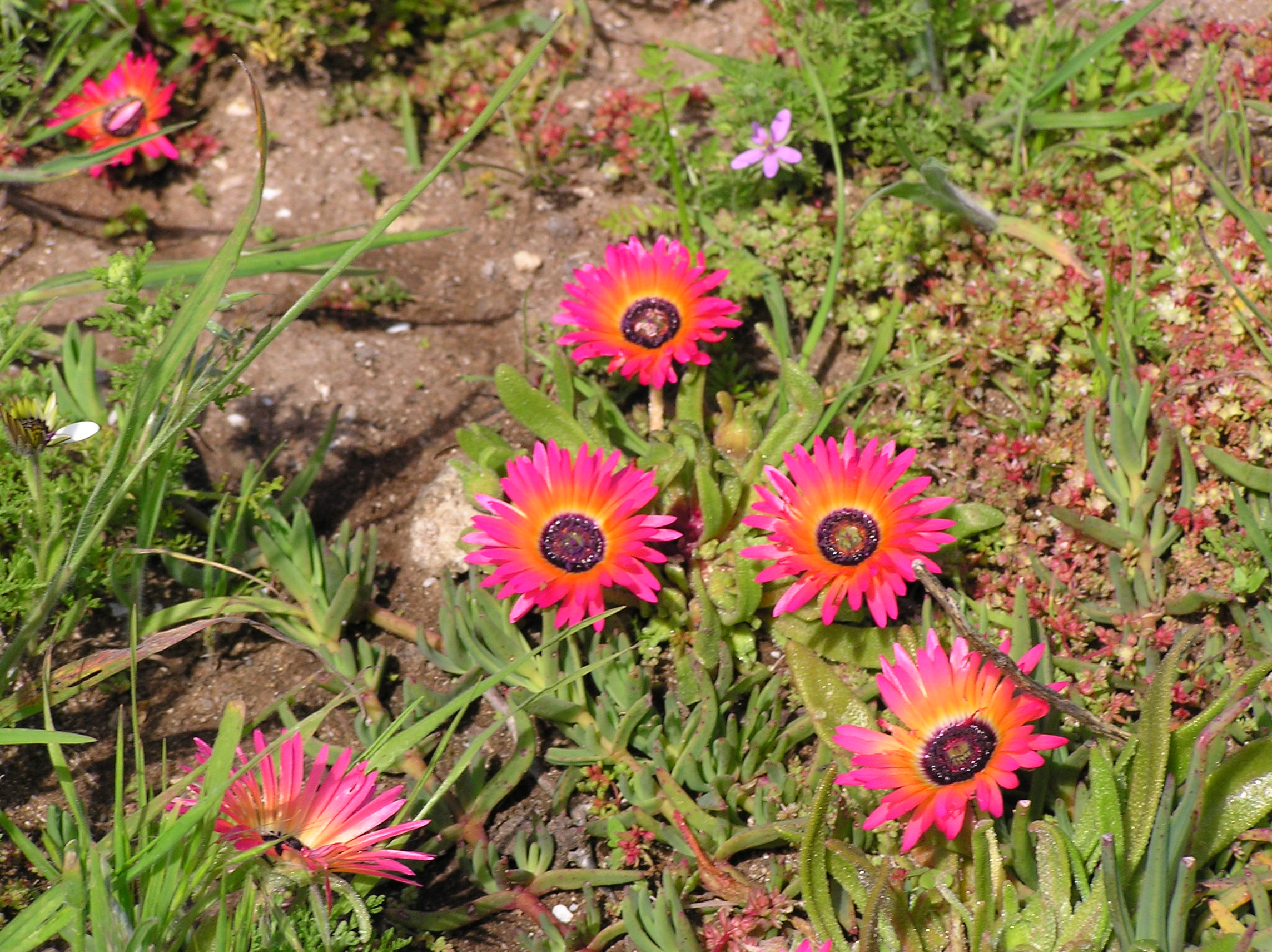
D. gramineus
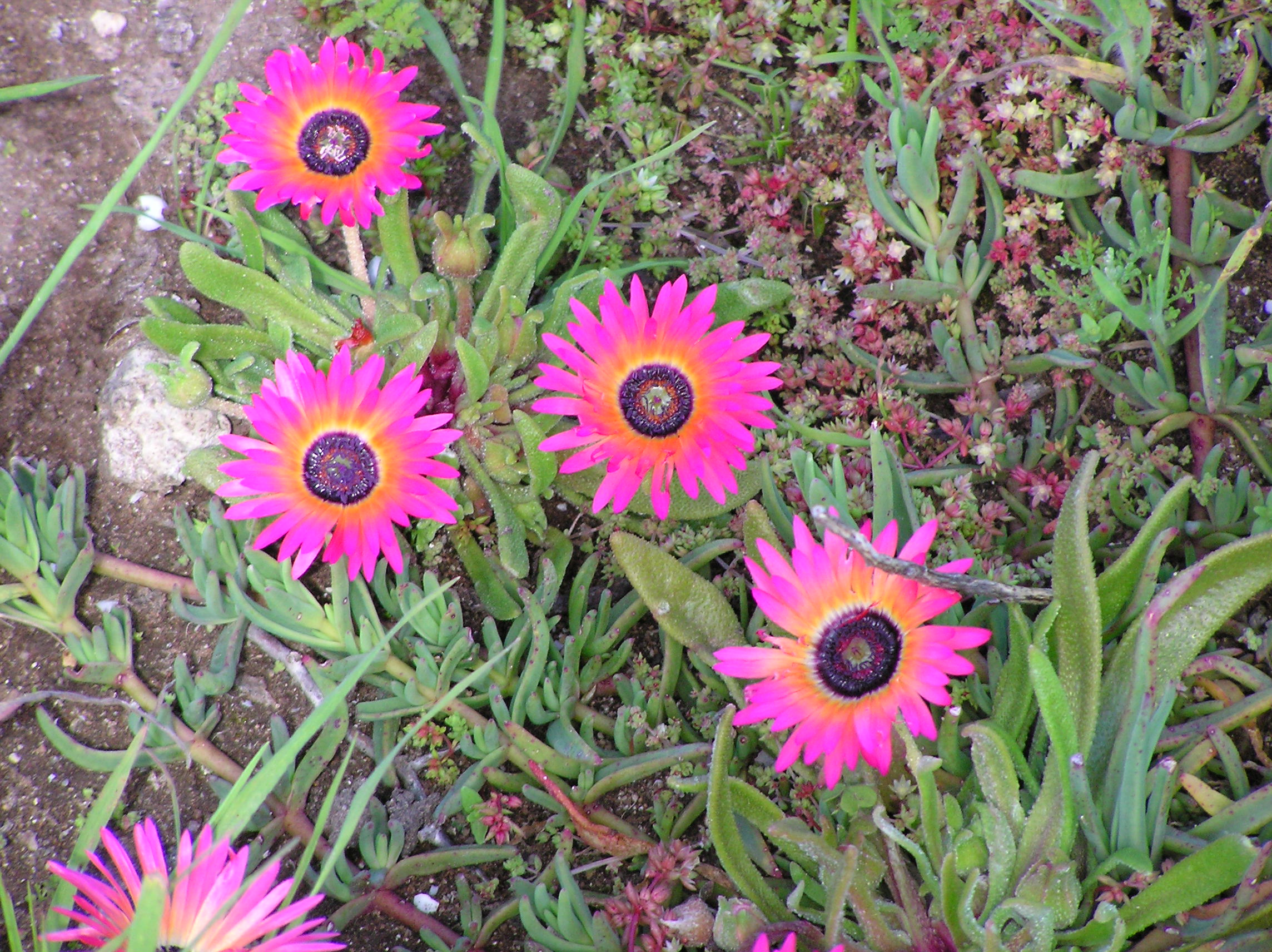
D. gramineus
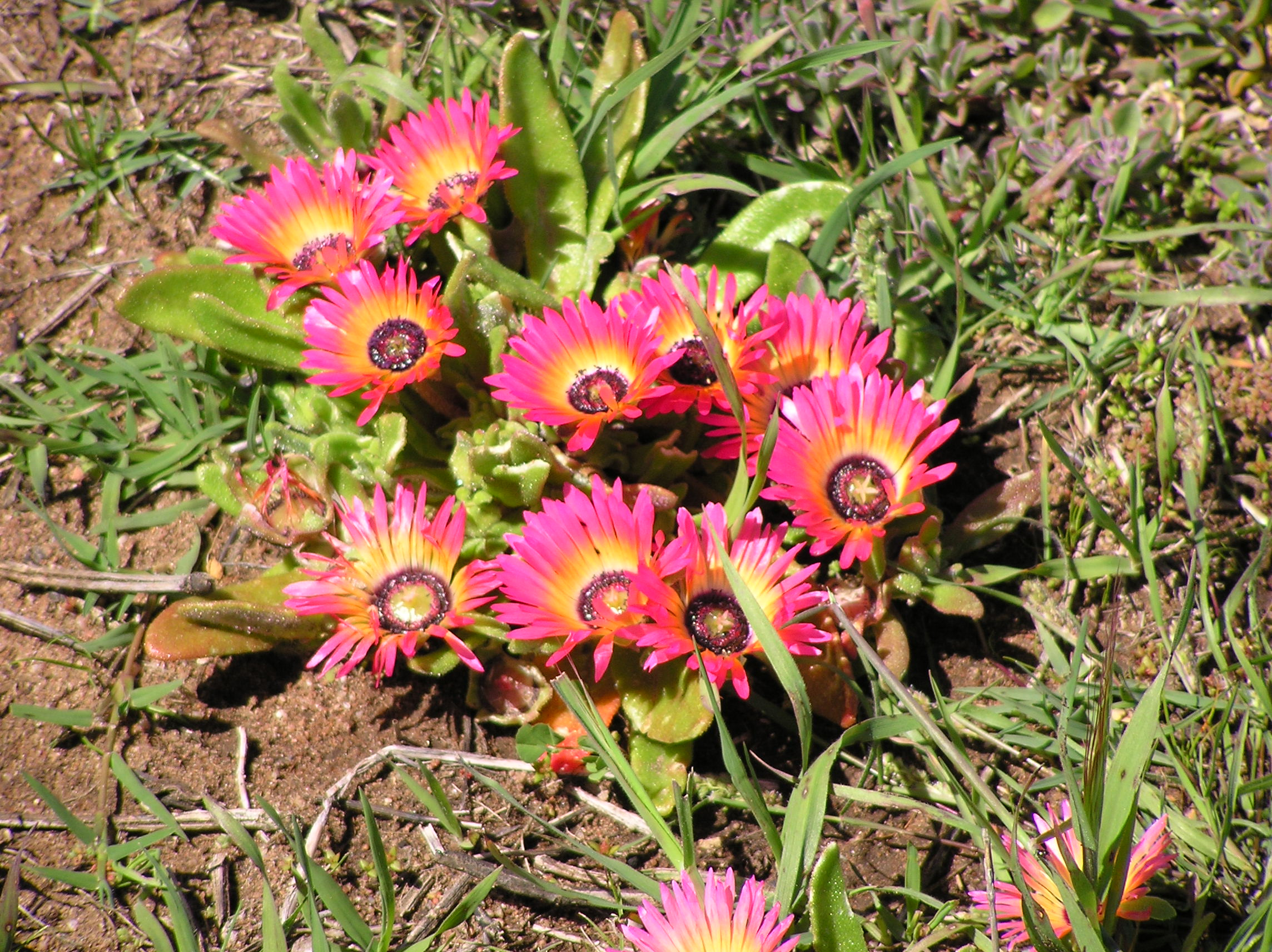
D. gramineus
D. maughanii
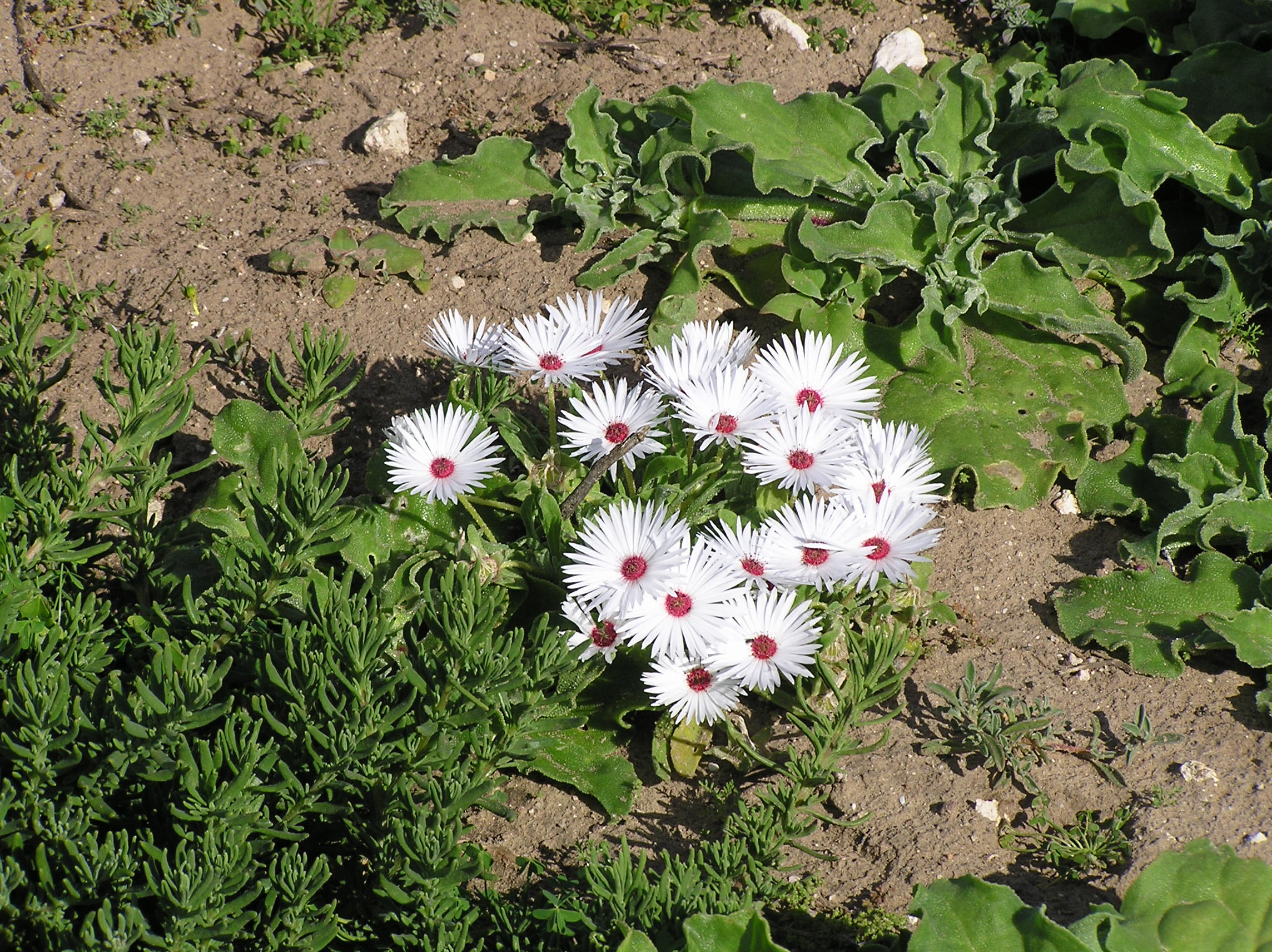
D. maughanii
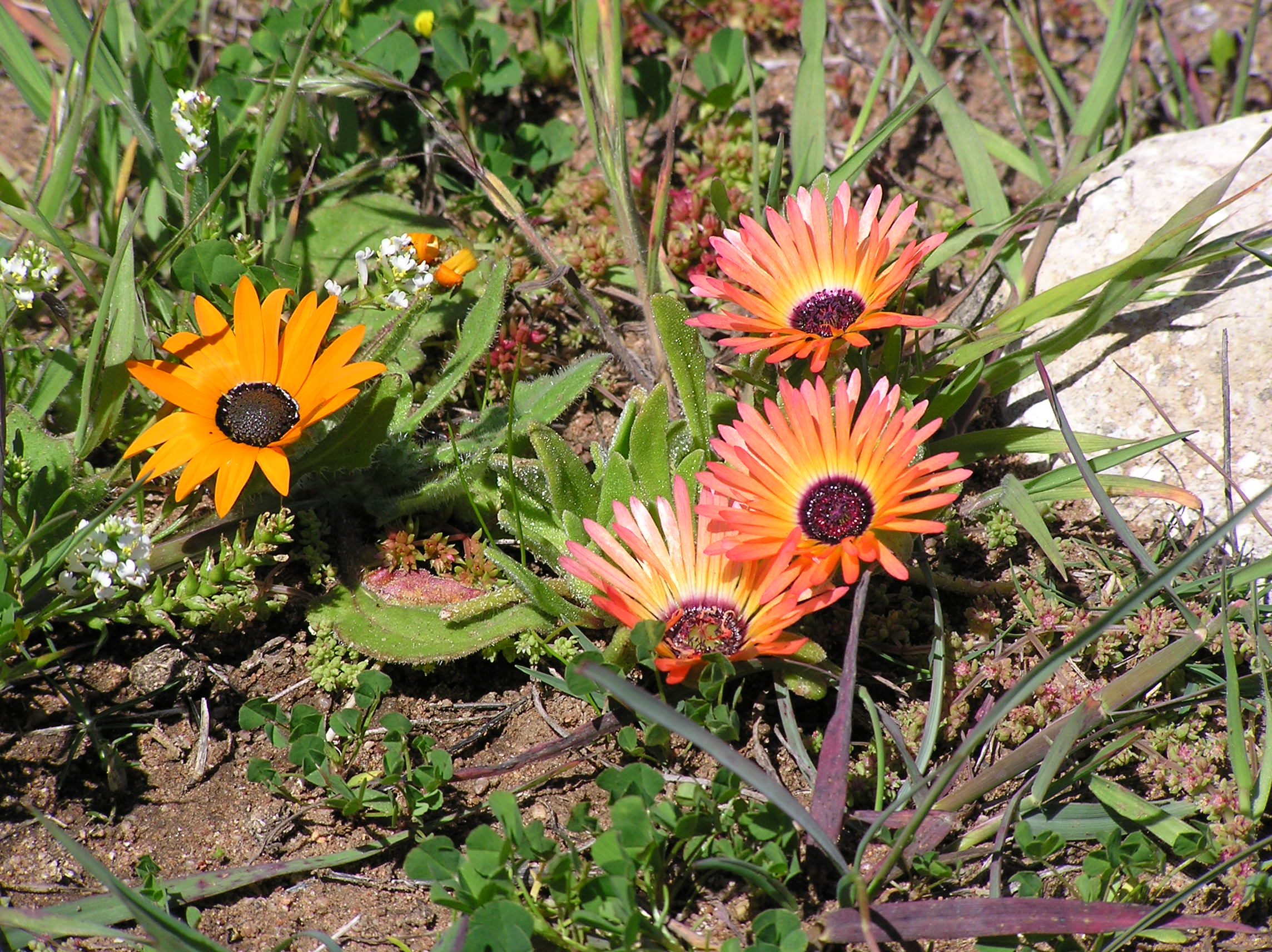
D. spec
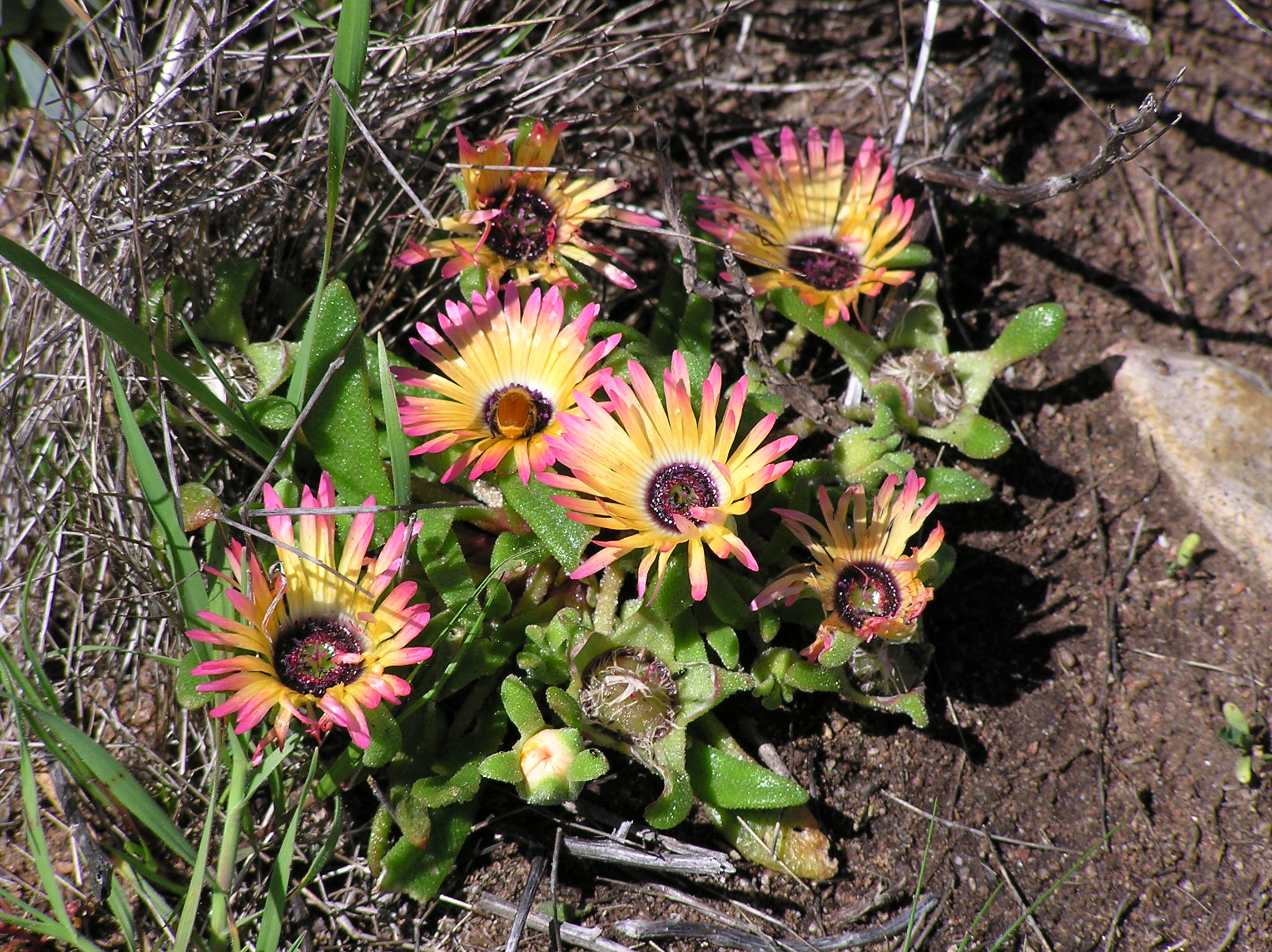
D. spec